# 13개의 관악기를 위한 세레나데
《13개의 관악기를 위한 세레나데 내림마장조 작품번호 7》는 리하르트 슈트라우스의 초기의 작품으로, 1882년(일설에는 1881년)에 작곡된 관악합주를 위한 작품이다. 

## 개요
이 곡은 1882년(일설에는 1881년)에 뮌헨에서 작곡되었다. 이것은 슈트라우스의 아주 초기의 작품이다. 초연은 1882년 11월 27일에 프란츠 뷜너의 지휘로 드레스덴 국립관현악단의 단원들에 의해 연주되었다. 제1호른을 연주한 것은 오스칼 프란츠로, 그는 왕립 작센 실내음악가라는 칭호를 가지고 있었는데, 이 세레나데를 통하여 슈트라우스와 친교를 맺게 되어, 후에 호른 협주곡 1번을 헌정받는다. 세레나데 초연의 평판은 아주 좋았고, 다음해 1월 5일에 같은 멤버의 의해서 재연되었다. 그리고 1883년 12월 26일에는 마이닝겐에서 뷜로의 지휘에 의해 마이닝겐 궁정악단이 연주하였다. 거기에는 브람스가 높게 평가하여, 그를 위해서 만년에 클라리넷을 사용한 4곡의 실내악곡을 작곡하게 된 클라리넷의 명연주자인 리하르트 뮐펠트(Richard Mühlfeld, 1856~1907)도 참여했다. 
세레나데의 총보와 파트악보는 1882년 11월에 뮌헨의 요제프 아이플 출판사에서 출판되었다. 슈트라우스는 이 곡을 연탄 피아노로 편곡하여 요제프 아이플사에서 출판한 이외에 피아노 독주용으로 편곡하여 브라이트코프 & 헤르텔에서도 출판했다. 요제프 아이플사에서 출판된 것은 20세기에 들어와서는 빈의 우니베르잘 출판사에서 출판되었다. 곡은 ‘왕립 바이에른 궁정악단 악장으로 (슈트라우스가) 커다란 경의를 보내고 있었던 F.W 마이어씨에게’ 현정되었다. 마이어(Friedrich Wilhelm Meyer)는 1875년부터 1880년에 걸쳐서 슈트라우스에게 초보부터 상급 정도의 음악이론을 가르쳤다. 마이어가 1893년에 서거했을 때에 슈트라우스는 양친에게(6월 10일 날짜로) 다음과 같이 쓰고 있다. ‘궁정 악장 마이어의 죽음을 매우 슬퍼하고 있습니다. 그는 솔직한 사람으로 고상한 마음의 소유자였습니다. 나는 영원히 그의 애정과 즐거운 추억을 소중히 하겠습니다. 투이레도 전에 아주 요령 있게 말한 적이 있습니다만, 마이어는 자신이 애정했던 것 이상으로 내 향상을 위하여 많은 것을 해 주었습니다’
그런데 슈트라우스는 독립된 기악용의 세레나데를 이 1곡만 남기고 있다. 이것은 관악기용 작품으로, 모차르트, 베토벤, 멘델스존, 브람스로부터의 영향을 나타내고 있다. 또한 슈트라우는 초기부터 만년까지 관악기의 앙상블 음악에 결코 무관심하지 않았다. 이 곡은 초연에서도 평판이 좋았지만, 그 후 슈트라우스를 전부터 초애했던 한스 폰 뷜로의 지휘로 독일 각지에서 소개되어, 슈트라우스의 작곡가로서의 명성을 급속하게 알리게 되었다. 세레나데는 작곡가 슈트라우스의 출세작의 하나가 되었다. 그리고 뷜로에게 권유받아 마침내 13개의 관악기를 위한 모음곡(Op.4, 슈트라우스의 작품번호는 작곡연대순 또는 출판순서에 따르지 않는 경우가 많다.)의 작곡을 시작한다.
그런데 세레나데는 오리지넬에서는 13명의 관악기 연주자로 연주된다. 다만 그 중의 콘트라바순은 당시 독일의 로컬 오케스트라로서는 구하기 어려운 악기였으므로 튜바로 대용해도 좋다고 지정되어 있다. 또한저음에는 더블베이스를 더해도 좋다고 되어 있다. 이 곡을 연주하는 경우에 지휘자를 두어야할지 어떨지도 문제가 되었지만, 슈트라우는 특별히 이것에 대하여 지정하고 있지 않다. 그러나 곡 도중에 템포가 움직이거나, 각각의 악기에 상당히 고도의 기교를 요구하고 있다. 13명이라는 사람 수로 볼 때 지휘자를 두는 편이 결과적으로 좋은 것은 사실이다. 실제로 19세기에 걸쳐 이 곡의 연주기록을 보면, 거의 모두  지휘자를 두고 있다. 곡은 기악용의 세레나데라고 하면서 고전파 시대에 유행한 다악장 형식이 아닌 안단테의 단일악장이다. 그것은 다악장 세레나데의 중간의 하나의 악장을 골라내어 독립시킨 것과 비슷하다. 그 울림은 세레나데에 어울리며, 과연 슈트라우스답게 밝고 투명하다. 그러나 선율적 발상에서는 멘델스존 또는 브람스적인 면이 많다. 관악기 13개라는 것은 모차르트의 세레나데, 특히 13개의 관악기의 그랑 파르티타(K.361)에서 착안하였는지도 모른다.

## 편성
플루트2, 오보에2, 클라리넷2, 바순2, 호른4, 콘트라바순 또는 튜바, (또는 더블베이스)

## 연주시간
- 약 8분 ~ 10분

## 구성
안단테 내림마장조, 2/4박자로 소나타 형식을 취한다. 오보에가 클라리넷과 바순의 대위법을 동반하여 한가롭고 낭만적인 제1주제를 연주한다. 제2주에 이끌리는 경과부는 아주 짫고, 제2주제는 바순의 세세한 움직임 가운데 클라리넷과 호른에 의해서 약간 활기를 갖고, 사랑스럽게 연주되기 시작하여, 바로 이 주제 가운데 이른바 제2주제 제2악구로서 플루트가 친근감 있는 선율을 노래한다. 그리고 잠시 이 제2주제를 다룬 후에 제서부를 끝맺는다(여기에는 반복기호가 없다.). 발전부는 오보에로 마음껏 단편적인 제2주제를 내면서 시작한다. 그리고 점차 중후한 연주로 정점에 이른 후 하강하고, 힘을 떨구면서 페르마타가 붙은 내림마장조의 화음으로 향한다. 여기에서 호른에 의해 제1주제가 연주되고, 재현부로 된다. 재현부는 제시부보다 짫다. 거기에 이어지는 코다는 점차 악기의 편성을 적게 하여 조용히 곡을 맺는다.

## 참고 문헌
- 《작곡가별 명곡해설 라이브러리》 22권 '슈트라우스' 〈음악지우사〉 (音樂世界)